# احمرار القزحية
احْمِرَار القُزَحِيَّة (بالإنجليزية: Rubeosis iridis)‏ وُتسمى أيضًا توعِ حديث في القُزحية (بالإنجليزية: Neovascularization of the iris)‏، هي حالةُ طبية تُصيب قزحية العين، حيثُ تتكون أوعية دموية غير طبيعية على سطح القُزحية، وتتشكل عبرَ آلية التوعِ الحديث.

## الفيزيولوجيا المرضية
عادةً ما يرتبط احمرار القُزحية مع مرضٍ يؤثر على الشبكية، بحيثُ تُصبح الشبكية محرومة من الأكسجين (نقص التروية)، فتطلق الشبكية منقوصة التروية عددًا من العوامل، أهمُها عامل النمو البطاني الوعائي (VEGF)، حيثُ تعمل هذه العوامل على تحفيز تكوين أوعية دموية جديدة (تولد الأوعية)، ولكن لسوء الحظ فإنَّ هذه الأوعية الجديدة لا تمتلك نفس خصائص أوعية العين الدموية، كما أنَّ هذه الأوعية الجديدة قد تتكون في مناطق لا توجد فيها أوعية دموية أصلًا، ويلاحظ تكون هذه الأوعية الدموية الجديدة في القُزحية على وجه التخصيص. إضافةً إلى هذه الأوعية الجديدة في القُزحية، فإنها قد تظهر أيضًا في زاوية العين.
تمر هذه الأوعية الدموية الجديدة في عمليةٍ تُسمى بالتليف، والتي تسُد التشريح الوظيفي الطبيعي لزاوية العين، ويؤدي هذا الانسداد إلى منع مغادرة السوائل للعين، مُسببًا زيادةً في ضغط باطن العين، وهذه الحالة تُسمى الماء الأزرق.

## الأسباب
عادةً ما يرتبط احمرار القُزحية مع مرض السكري في حالات اعتلال الشبكية السكري المتقدم التكاثري، كما قد يحدث احمرار القُزحية بسبب انسداد الوريد الشبكي المركزي، ومتلازمة نقص تروية العين، وانفصال الشبكية المُزمن.

## العلاج
إذا اكتُشفت الحالة مبُكرًا، فإنهُ يُمكن عَكس (إلغاء) تكون الأوعية الجديدة (حالة التوعِ الحديث) عبر التخثير الضوئي الشبكي الشامل السَريع، أو عن طريق حَقن أدوية مُضادة لعامل النمو البطاني الوعائي ثُم استعمال تقنية التخثير الضوئي الشبكي الشامل. تعمل الحُقنة على إيقاف التأثير المُباشر لعامل النمو البطاني الوعائي، كما تعمل بشكلٍ أسرع، ولكن تأثيرها يزول بعد 6 أسابيع. التخثير الضوئي الشبكي الشامل (pan retinal photocoagulation) يبدأ بشكلٍ بطيء ولكنهُ يستمر بشكلٍ دائم.
بمُجرد تكون الأوعية الدموية الجديدة وبقاؤها لفترةٍ طويلة، فإنَّ هذه الأوعية تُجلب أنسجة ليفية حولها، وهذه الأشكال وما تحدثه من انكماشات، تؤدي إلى تضرر زاوية العين بشكلٍ دائم، ولن تستجيب للعلاج. في حال حدوث هذا، فإنهُ يلزم التدخل الجراحي لتقليل ضغط باطن العين، ومن الأمثلة على التدخلات الجراحية استعمال غرسة التصريف (النزح) للماء الأزرق.